# 趙執信
趙執信（1662年—1744年），字伸符，號秋谷，晚號飴山，山東益都人。

## 生平
王士禛甥婿。曾祖赵振业是天启乙丑进士，官至监察御史。康熙元年（1662年）出生，九歲能文，康熙十八年（1679年）進士，散館授翰林院編修。康熙二十三年（1684年），任山西鄉試正考官；二十五年（1686年），升右春坊右贊善，兼翰林院檢討，並擔任《明史》纂修官。官至右春坊右贊善兼翰林院检讨。朱彝尊、陈维崧、毛奇龄非常赏识赵执信的才华，"尤相引重，订为忘年交。"康熙二十八年（1689年）八月，應洪昇邀請，觀演《長生殿》。黃六鴻彈劾趙執信在國忌日飲酒看戲。趙執信主動承擔全部罪責，“余至考功，一身任之”，最後以“國恤張樂大不敬”的罪名革職除名。康熙四十年（1701年）、康熙四十三年（1704年）两度游天津。雍正三年（1725年），返回故里。次年，退居因园。雍正十一年（1733年）冬，赵执信病目致盲。與宋琬、王士禛、朱彝尊、查慎行、施閏章並稱“清初六大家”。趙執信晚年寫《談龍錄》，专为批驳王士禛诗论而作。乾隆九年（1744年）卒，年八十三。
身后藏书归李文藻。著有《談龍錄》、《飴山堂文集》、《因園集》（四庫全書錄本）等。今赵执信故居（因园）、赵执信墓为山东省文物保护单位。

## 延伸阅读
[在维基数据编辑]
 《清史稿/卷484》，出自趙爾巽《清史稿》
 在维基共享资源阅览影像